# 4437-es mellékút (Magyarország)
A 4437-es számú mellékút egy közel 9 kilométer hosszú, négy számjegyű országos közút Békés vármegyében; Nagykamarást köti össze Kunágota központjával, egyben ez az egyedüli közúti megközelítési útvonala Almáskamarásnak.

## Nyomvonala
Nagykamarás központjának délnyugati szélén ágazik ki az Orosháza-Kevermes közti 4429-es útból, annak 8,200-as kilométerszelvénye közelében, nagyjából délnyugati irányba. Szinte azonnal kilép a település belterületéről, és 300 méter után már Almáskamarás közigazgatási területén folytatódik. 1,5 kilométer után éri el e község házait, ott a Szent István utca nevet viseli. 2,4 kilométer megtételét követően már újra külterületen húzódik, a 4,150-es kilométerszelvényét elhagyva pedig Kunágota határain belül halad. 6,5 kilométer után éri el e község házait, ahol a Rákóczi Ferenc utca nevet veszi fel. 400 méterrel arrébb beletorkollik a 4438-as út délkelet felől, Lőkösháza-Dombiratos irányából, de maga a 4437-es út változatlan néven és a korábbi irányát követve halad tovább. A 4439-es útba beletorkollva ér véget, annak 16,200-as kilométerszelvénye táján.
Teljes hossza, az országos közutak térképes nyilvántartását szolgáló kira.gov.hu adatbázisa szerint 8,724 kilométer.

## Települések az út mentén
- Nagykamarás
- Almáskamarás
- Kunágota